# باسانت کومار بیرلا
باسانت کومار بیرلا (انگلیسی: Basant Kumar Birla; ۱۲ ژانویهٔ ۱۹۲۱ – ۳ ژوئیهٔ ۲۰۱۹) کارآفرین اهل هند بود. وی از اعضای خانواده بیرلا می‌باشد.